# Via Alloro (Palermo)

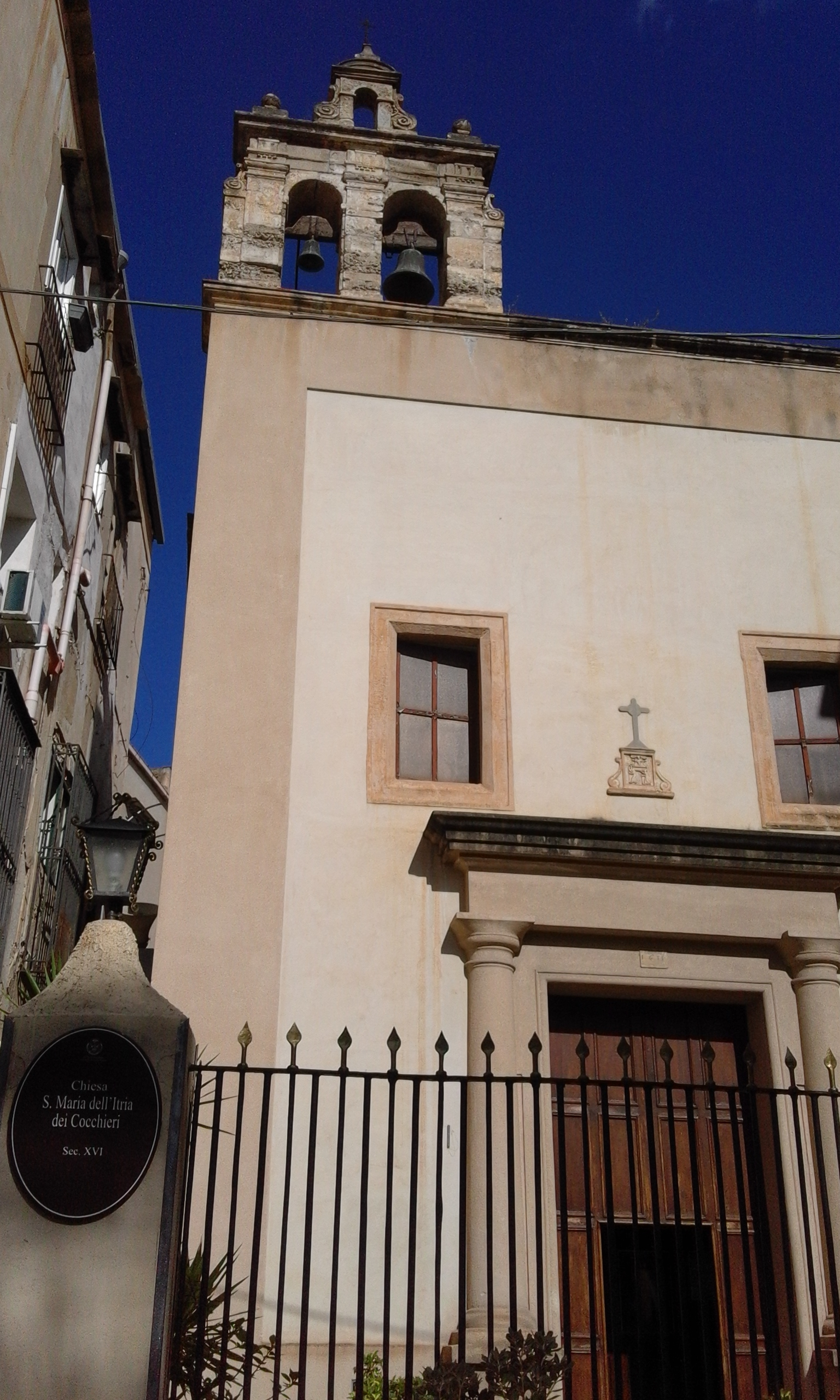
Madonna dell'Itria dei Cocchieri

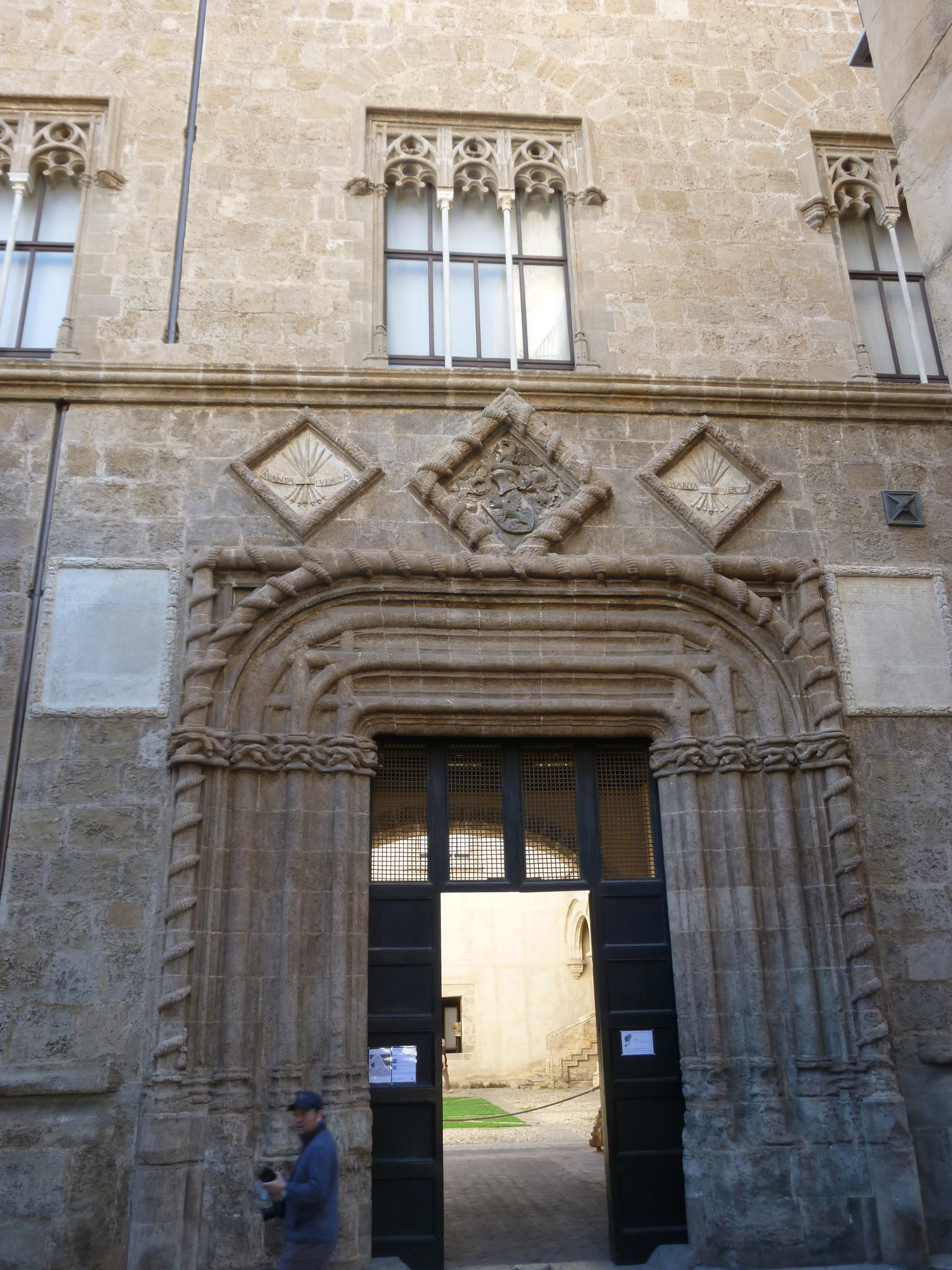
Palazzo Abatellis

Die Via Alloro ist eine Straße im Stadtviertel Kalsa der sizilianischen Stadt Palermo. Sie verläuft von der Via Torremuzza und Via Butera bis zur Via Allessandro Paternostro und Via Aragona und bildet eine Verbindung zwischen dem Meer und dem Zentrum des historischen Kalsa-Viertels. Früher wurde sie Ruga Magistra, also Hauptstraße genannt. Ihren Ursprung hat sie schon in arabischer Zeit, in der sie die Festung Al-Halisah mit den übrigen Stadtteilen verband.

## Name
Ihren heutigen Namen verdankt sie einem Lorbeerbaum im Garten des Pallazzos Bellacera, dem heutigen Palazzo S. Gabriele. Nach einem Bericht des Fürsten und Historikers Villabianca wurde er am 4. Dezember 1704, dem Tag der Heiligen Barbara gefällt.

## Bebauung
Die Straße bildet auch heute noch die Hauptachse des Kalsa-Viertels. Hier lebten in enger Konzentration die reichsten und einflussreichsten Adligen der Stadt. So befinden sich hier diverse Palazzi, darunter der Palazzo Abatellis in dem sich heute die Galleria Regionale della Sicilia befindet, der Palazzo Calvello, Palazzo Diana di Cefala, Palazzo Bonagia – der allerdings im Zweiten Weltkrieg nahezu vollständig zerstört wurde, der Palazzo S. Gabriele und das Hotel Patria. Seit dem 19. Jahrhundert verließen die Adligen zunehmend ihre Paläste und zogen in attraktivere Gegenden. Im Gegenzug kamen immer mehr arme Menschen und bewohnten die Palazzi, die zunehmend dem Verfall ausgesetzt waren.
In der Straße befinden sich die Kirchen Madonna dell’Itria alla Kalsa und Santa Maria degli Angeli, heute auch Gancia genannt, in deren ehemaligen Konventsgebäuden seit 1859 eine Abteilung des Staatsarchivs untergebracht ist.